# 陳慥
陳 慥（ちん ぞう、拼音：Chén Zào、生没年不詳）は、中国北宋の文人。字は季常。眉州青神県の出身。一説には温州永嘉県の出身とも言われる。陳希亮の四男。

## 略歴
黄州麻城県の歧亭にいる時、常に仏教を信じ、坐禅に打ち込んでいた。龍丘先生とか方山子と自称した。蘇軾の親友であり、彼と兵法や古今の勝敗について論じた。これを蘇軾は「方山子伝」に著した。
陳慥は、客を招くのを好み、芸妓を揃えていた。しかし、彼の妻の柳氏（本名不詳であるが、柳月娥として一般に知られている）は、非常に嫉妬深く、壁を叩いて大声をあげるため、客は退散したという。彼は恐妻家として有名になった。蘇東坡は「寄呉徳仁兼簡陳季常詩」という賦詩で、「誰似龍丘居士賢、談空談有夜不眠。忽聞河東獅子吼、拄杖落手心茫然」と詠んでいる。「獅子吼」とは本来、仏教で仏が説法する時の譬喩である。それから「河東獅吼」として、怒って大声を上げる妻女を指すようになり、さらに恐妻家を形容する言葉となった。
陳慥は、晩年は、光州・黄州のあたりで、庵を結び、菜食し、山中を往来して、世間に関わらなくなったと言われている。